# مایکل لنگلی
مایکل لنگلی (انگلیسی: Michael Langley؛ زادهٔ ۱۹۶۲) ژنرال سپاه تفنگداران دریایی ایالات متحده آمریکا است، که از اوت ۲۰۲۲ فرماندهی آفریقای ایالات متحده آمریکا را برعهده دارد.
لنگلی فعالیت نظامی را از سال ۱۹۸۵ به‌عنوان افسر توپخانه در سپاه تفنگداران دریایی آغاز کرد، از ۲۰۲۰ تا ۲۰۲۱ فرمانده تفنگداران دریایی ایالات متحده در اروپا و آفریقا بود و از ۲۰۲۱ تا ۲۰۲۲ به‌عنوان فرمانده ستاد فرماندهی نیروهای سپاه تفنگداران دریایی ایالات متحده آمریکا فعالیت می‌کرد.